# Шаллей, Рональд
Рональд Шаллей (Шелли) (нидерл. Ronald Schalley; 28 октября 1968, Генк) — бельгийский шашист. Многократный чемпион Бельгии по международным шашкам. Мастер ФМЖД.
Выступает за клуб CEMA — De Vaste Zet Geleen. 
FMJD-Id: 10077

## Спортивные результаты
Чемпион Бельгии
в классической игре (1998, 2003—2004—2005, 2007, 2012, 2015, 2016),
в молниеносной игре (1999, 2001—2002, 2005, 2008—2009),
в быстрой игре (2001, 2004, 2006, 2012—2013).

## Семья
Супруга — шашистка Эва Шаллей-Минкина, у них в 2012 году родилась дочь Аурелия, которая тоже играет в международные шашки.